# Sri-lankische Badmintonmeisterschaft 1977
Die Sri-lankische Badmintonmeisterschaft 1977 war die 25. Austragung der nationalen Titelkämpfe im Badminton in Sri Lanka.

## Sieger und Finalisten
| Disziplin    | Gold                                                | Silber                                 |
| ------------ | --------------------------------------------------- | -------------------------------------- |
| Herreneinzel | Ravi Kuruppu                                        | Kingsley Devamanoharan Nallathamby     |
| Dameneinzel  | Chandrika Mallawarachchi                            | Nimala Wickrsmathilaka                 |
| Herrendoppel | L. R. Ariyananda Kingsley Devamanoharan Nallathamby | Thilak Amarasinghe Jayantha Hewakopara |
| Damendoppel  |                                                     |                                        |
| Mixed        |                                                     |                                        |